# Gouverneurswahl in New York 1820
Die Gouverneurswahl in New York von 1820 fand im April 1820 statt, es wurden der Gouverneur und der Vizegouverneur von New York gewählt.

## Kandidaten
DeWitt Clinton trat mit seiner eigenen Fraktion der Demokratisch-Republikanischen Partei um das Amt des Gouverneurs von New York an, und Daniel D. Tompkins, damaliger Vizepräsident der Vereinigten Staaten, für die Bucktails Fraktion derselben Partei. Der Running Mate von Clinton war John Tayler, Tompkins trat alleine an.

## Ergebnis
| Bild   | Kandidat           | Partei                                 | Stimmen | Stimmen  |
| Bild   | Kandidat           | Partei                                 | Anzahl  | Prozent  |
| ------ | ------------------ | -------------------------------------- | ------- | -------- |
|        | DeWitt Clinton     | Demokratisch-Republikaner (Clintonian) | 47.447  | 50,78 %  |
|        | Daniel D. Tompkins | Demokratisch-Republikaner (Bucktails)  | 45.990  | 49,22 %  |
| Gesamt | Gesamt             | Gesamt                                 | 93.437  | 100,00 % |